# 蘇原三柿野町
蘇原三柿野町（そはらみかきのちょう）は、岐阜県各務原市の地名。現行行政町名は蘇原三柿野町及び蘇原三柿野町一丁目から蘇原三柿野町三丁目。

## 地理
各務原市の蘇原地区に属する。
町域の東部は鵜沼三ツ池町、川崎町、西部は蘇原月丘町、蘇原緑町、蘇原六軒町、南部は那加官有地無番地（岐阜基地）、北部は鵜沼三ツ池町、川崎町、鵜沼川崎町、蘇原栄町、蘇原瑞雲町に接する。
地名は蘇原町三柿野の通称地名に因む。
町域には名古屋鉄道各務原線、JR高山本線が通過する。
蘇原三柿野町の大部分は川崎重工業航空宇宙システムカンパニー岐阜工場であり、蘇原三柿野町の大部分、一丁目の全域、三丁目の全域が川崎重工業航空宇宙システムカンパニーの敷地である。また、岐阜基地内の航空自衛隊岐阜基地北宿舎も蘇原三柿野町の一部である。
道路
- 国道21号（那加バイパス）
- 那加メーンロード（旧・中山道）
- 栄通り

## 歴史
1874年（明治7年）9月、各務郡柿沢村、三滝新田、野村が合併し三柿野村が発足。1897年（明治30年）4月、伊飛島村、和合村、大宮村、古市場村、持田村と合併し蘇原村（1943年に町制施行し蘇原町）が発足。この地域は蘇原村大字三柿野の一部となる。
1963年（昭和38年）4月1日、蘇原町、那加町、鵜沼町、稲羽町が合併し各務原市が発足すると、大字三柿野から分立し蘇原三柿野町が成立。

## 世帯数と人口
2024年（令和6年）10月1日現在の世帯数と人口は以下の通りである。尚、一丁目は全域が川崎重工業航空宇宙システムカンパニー岐阜工場であり、住民はいない。統計上、二・三丁目を合わせて記述する。尚、三丁目も全域が川崎重工業航空宇宙システムカンパニー岐阜工場であるが、寮（北三柿野寮、南三柿野寮、西三柿野寮）があり、住民がいる。
| 丁目                   | 世帯数  | 人口  |
| ---------------------- | ------- | ----- |
| 蘇原三柿野町           | 265世帯 | 472人 |
| 蘇原三柿野町二・三丁目 | 21世帯  | 48人  |
| 計                     | 286世帯 | 520人 |

## 小・中学校の学区
市立小・中学校に通う場合、学区は以下の通りとなる。
| 番・番地等 | 小学校                   | 中学校               |
| ---------- | ------------------------ | -------------------- |
| 全域       | 各務原市立蘇原第二小学校 | 各務原市立蘇原中学校 |

## 主な施設
- 川崎重工業航空宇宙システムカンパニー岐阜工場
- 航空自衛隊岐阜基地北宿舎
- 名古屋鉄道各務原線三柿野駅
- 三柿野東自治会館

## 交通
- 名古屋鉄道各務原線三柿野駅